# Kaspars Vecvagars
Kaspars Vecvagars (nacido el 3 de agosto de 1993 en Riga) es un jugador de baloncesto letón, ya retirado de la práctica profesional. Con 1,93 metros de estatura, jugaba en las posiciones de base y escolta. Fue internacional con la Selección de baloncesto de Letonia.

## Trayectoria deportiva
Jugador letón formado en las filas del Žalgiris Kaunas desde 2010 hasta 2016. Durante su etapa en Lituania sería cedido durante dos temporadas en su filial el BC Žalgiris-2, una temporada en LSU-Atletas y otra temporada en BC Lietkabelis. Tras regresar de las cesiones formó parte durante tres temporadas del primer equipo del Žalgiris Kaunas hasta 2016, logrando dos títulos de la liga lituana en 2014-15 y 2015-16.
En 2016 regresa a su país natal para jugar en el VEF Rīga durante dos temporadas. 
En la temporada 2018-19 firma con el Wilki Morskie Szczecin, club de la liga polaca, en el que promedió 7.9 puntos y 1.6 asistencias. En enero de 2019 regresa a Letonia para jugar en las filas del BK Jurmala, donde finaliza la temporada.
Inicia la temporada 2019-20 en el BK Jurmala en Letonia, pero tras disputar únicamente tres partidos, en el mes de octubre de 2019 llega a España para formar parte del Chocolates Trapa Palencia de la Liga LEB Oro. En los 18 partidos en los que participó hasta la cancelación prematura de la temporada por la pandemia de coronavirus, promedió 8.2 puntos, 1.5 asistencias y 1.5 rebotes. 
En la temporada 2020-21 firma por el Força Lleida Club Esportiu de la Liga LEB Oro. Disputa 20 partidos en los que acredita 11.3 puntos, 1.1 asistencias y 1.7 rebotes en casi 25 minutos por encuentro. 
El 2 de julio de 2021 firma por el Bàsquet Girona de la Liga LEB Oro. En la temporada 2021-22 logra el ascenso a Liga ACB participando en 37 partidos y promediando 8.1 puntos y 2.4 rebotes en algo menos de 21 minutos por noche. 
El 9 de agosto de 2022 firma por el Cáceres Ciudad del Baloncesto de la Liga LEB Oro. Disputó 13 partidos promediando 8.3 puntos, 2.5 rebotes y 1.4 asistencias hasta ser rescindido su contrato en enero de 2023. Seguidamente se incorporó al Heroes Den Bosch de la liga BNXT, donde tras disputar únicamente cinco partidos anunció su retirada como jugador y se incorporó, como técnico asistente, al organigrama del Valmiera Glass ViA, club de su país natal, Letonia.

## Selección nacional
Ha sido internacional con la Selección de baloncesto de Letonia. Con las categorías inferiores consiguió la medalla de plata en el Campeonato Europeo de Baloncesto Masculino Sub-20 de 2013 disputado en Estonia y la medalla de bronce en el Campeonato Europeo de Baloncesto Masculino Sub-18 de 2010 disputado en Lituania.